# Пригоршня чудес
«Пригоршня чудес» (англ. Pocketful of Miracles) — комедия Фрэнка Капры 1961 года, последний фильм режиссёра. Ремейк его же фильма «Леди на один день», снятого в 1933 году по сценарию Роберта Рискина и основанного на рассказе Дэймона Раниона «Мадам Ла-Жимп».

## Сюжет
Дэйв «Хлыщ» (Гленн Форд) — преуспевающий нью-йоркский гангстер, суеверный настолько, что перед всяким важным делом покупает яблоко у старой уличной торговки «Яблочной Энни» (Бетт Дейвис). Тем не менее, он не чужд сентиментальности и помогает дочке убитого мафией владельца ночного клуба (Хоуп Лэнг), позволив ей стать звездой этого клуба «Принцессой» Мартин и оплатить все долги, а затем сделав её своей подружкой. Тем не менее, «Принцесса» надеется, что Дэйв на ней женится и уедет жить с ней в её родной Мэриленд.
Перед одной очень важной сделкой Дэйв не может найти «Яблочную Энни» и, отправившись к ней домой, обнаруживает её дома в панике. Выясняется, что у торговки, ведущей едва ли не нищенский образ жизни, есть дочь, с детства воспитывавшаяся в одном испанском монастыре. Все эти годы «Яблочная Энни» пишет ей письма, выдавая себя за богатую светскую даму миссис И. Уортингтон Менвилл, живущую в отеле «Марберри». Служащий отеля Оскар тайком передавал ей гербовую бумагу отеля для этих писем, отсылал их и забирал письма дочери. Теперь Оскара уволили за должностные нарушения, однако «Яблочной Энни» чудом удаётся в последний момент добиться, чтобы ей отдали письмо, которое уже собирались отослать обратно как невостребованное. Выясняется, что её дочь Луиза (Энн-Маргрет) выходит замуж за испанского аристократа Карлоса Ромеро и вместе с его отцом графом Альфонсо собирается посетить Нью-Йорк и встретиться с матерью.
Дэйв покупает очередное яблоко и, движимый чувством сострадания, решает помочь «Яблочной Энни». Торговку переодевают, приводят в порядок, превращают в светскую даму и с согласия дворецкого Хаджинса (Эдвард Эверетт Хортон) заселяют в отель «Марберри» в номер друга Дэйва, уехавшего за город. В качестве мужа и отчима для Луизы «Яблочной Энни» находят старого игрока в бильярд «Судью» Генри Блейка (Томас Митчелл). Тем временем, по настоятельной просьбе «Принцессы», всё больше увязающий в этом деле, Дэйв откладывает свою важную встречу, несмотря на возмущение его помощника Джой Боя (Питер Фальк), который уже давно недоволен сентиментальностью босса, но помогает ему и, пытаясь спасти дела Дэйва, отговаривает его от глупостей. В результате Джой Бой и шофёр Дэйва Джуниор неизменно преданно следуют за боссом.
«Яблочная Энни» вместе с липовым мужем и Дэйвом, который выдаёт себя за брата «Энни», благополучно встречает дочку с женихом и свёкром. Визит проходит благополучно. И только люди Дэйва были вынуждены похитить трёх журналистов, интересовавшихся приездом графа Ромеро. В последний день граф Ромеро выражает желание устроить прощальный приём в честь жениха и невесты. Дэйв вынужден спешно набрать липовых друзей для миссис И. Уортингтон Менвилл из числа членов своей банды и работниц ночного клуба «Принцессы» Мартин, наскоро обучив их хорошим манерам. Однако когда «гости» должны отправиться на приём, выясняется, что они не могут выйти из дома, который оцеплен полицией, расследующей дело о пропаже журналистов. Возмущённый Дэйв отправляется к полицейскому комиссару. Тот, не зная как поступить, звонит мэру города и отсылает Дэйва к нему.
Между тем, напрасно ожидая гостей, «Яблочная Энни» уже готова рассказать дочери всю правду. Когда она собирается это сделать, на приёме появляются мэр Нью-Йорка и губернатор штата, которые, приехав со своего приёма вместе со всеми гостями, решили подыграть Дэйву. В тот же вечер Луиза и её жених садятся на отходящий в Европу корабль, так и не догадавшись об истинной сути вещей, власти закрывают дело о похищении, а Дэйв решает уехать с «Принцессой» в Мэриленд.

## В ролях
- Гленн Форд — Дэйв «Хлыщ»
- Бетт Дейвис — «Яблочная Энни»
- Хоуп Лэнг — «Принцесса» Мартин
- Питер Фальк — Джой Бой, помощник Дэйва
- Микки Шонесси — Джуниор, шофёр Дэйва
- Энн-Маргрет — Луиза
- Дэвид Брайан — губернатор
- Джером Кауэн — мэр
- Томас Митчелл — «Судья» Генри Блейк
- Эдвард Эверетт Хортон — Хаджинс, дворецкий
- Артур О’Коннелл — граф Альфонсо Ромеро
- Шелдон Леонард — Стив Дарси
- Питер Манн — Карлос Ромеро
- Джек Элам — Чизкейк
- Фриц Фельд — Пьер
- Бартон Маклейн — комиссар полиции
- Фрэнк Фергюсон — редактор газеты
- Уиллис Бучи — редактор газеты
- Бенни Рубин — улетающий

В титрах не указаны
- Анджело Росситто — Энджи
- Дик Уэссел — губернатор Флориды
- Джеймс Гриффит — Бриско, полицейский детектив

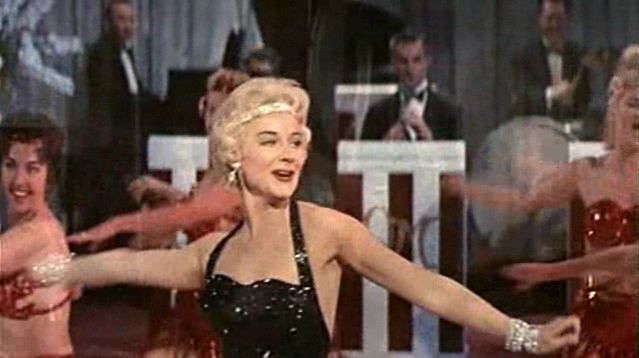
Кадр из фильма

## Производство
Фрэнк Капра, снявший в 1933 году свой первый успешный фильм «Леди на один день», в течение многих лет хотел поставить его цветной ремейк, однако кинокомпания Columbia Pictures, которой принадлежали права на сюжет, считала сюжет устаревшим. В 1960 году Фрэнку Капре удалось выкупить сюжет и пристроить его на United Artists при условии, что действие нового фильма будет происходить в 1930-х годах, а не в современности, как предполагалось по сценарию Капры. Новый сценарий написали Хэл Кантер и Гарри Тьюгенд.
На роль Дэйва Капра пригласил Фрэнка Синатру, однако тот остался недоволен сценарием и отказался, как вслед за ним и Кёрк Дуглас, Дин Мартин и Джеки Глисон. В этой ситуации Гленн Форд предложил помочь с финансированием фильма в случае, если получит главную роль. И хотя Капра не считал Форда подходящей кандидатурой, он вынужден был согласиться, и по условиям сделки каждый из них должен был получить по 37,5 % от прибыли с фильма.
Также Форд привёл в фильм Хоуп Лэнг, с которой встречался в то время. В результате за роль Дэйва Форд получил «Золотой Глобус».
Роль «Яблочной Энни» поочерёдно предлагалась Ширли Бут (которая предполагалась изначально), Хелен Хейс, Кэтрин Хепбёрн и Джин Артур, но все они отказались. В результате сыграть согласилась Бетт Дейвис, очень нуждавшаяся в деньгах и уже несколько лет не имевшая ролей в Голливуде. В последующие годы Дэйвис была приглашена в несколько фильмов Роберта Олдрича, оказавшихся очень успешными и вернувших ей популярность.

## Восприятие
Хотя фильм получил несколько номинаций на «Оскар» и «Золотой глобус» (из которых одна оказалась успешной), а Питер Фальк за роль Джой Боя был впервые номинирован на «Оскар» как лучший актёр второго плана.
Тем не менее фильм провалился в прокате, не сумев себя окупить.
Критики также приняли ленту недружелюбно, признав её хуже оригинальной версии. В результате Фрэнк Капра, сам выступивший продюсером фильма, ушёл из кино, однако продолжал считать ремейк лучше своей старой версии.
Как и для Фрэнка Капры, этот фильм стал последним для актёра Томаса Митчелла, умершего в том же году. В то же время Энн-Маргрет сыграла в нём свою первую роль в кино.

## Номинации на премии
- 1962 — три номинации на премию «Оскар»: за лучшую мужскую роль второго плана (Питер Фальк), за лучший дизайн костюмов (Эдит Хэд и Уолтер Планкетт), за лучшую песню к фильму («Pocketful of Miracles», музыка Джимми ван Хойзен, слова Сэмми Кан).
- 1962 — две премии «Золотой глобус» за лучшую мужскую роль — комедия или мюзикл (Гленн Форд) и за самый многообещающий дебют (Энн-Маргарет), а также две номинации: за лучший фильм — комедия или мюзикл и за лучшую женскую роль — комедия или мюзикл (Бетт Дейвис).
- 1962 — номинация на премию Гильдии режиссёров США за лучшую режиссуру художественного фильма (Фрэнк Капра).